# Carena dels Ginebres
La Carena dels Ginebres és una serra situada al municipi de Mura, a la comarca del Bages, amb una elevació màxima de 1.034 metres.